# Бойс, Джордж Прайс

Джордж Прайс Бойс (англ. George Price Boyce; 24 сентября 1826, Камден — 11 февраля 1897, Челси) — британский акварелист, пейзажист и народный архитектор, представитель прерафаэлитизма. Он был покровителем и другом Данте Габриэля Россетти.
Джордж Прайс Бойс родился в Камдене в 1826 году. Был сыном Джорджа Бойса, торговца вином. Он учился в школе в Чиппинг-Онгаре, а затем учился в Париже. Сначала он учился на архитектора, но после встречи с акварелистом и пейзажистом Дэвидом Коксом в августе 1849 года, решил стать художником. Ранние работы отмечены влиянием Кокса, но в дальнейшем он выработал свой собственный детализированный стиль под влиянием прерафаэлитов. В 1849 году он встретил Томаса Седдона и Данте Габриэля Россетти, а в 1853 году — Уильяма Холмана Ханта и Джона Эверетта Милле. С художником и критиком Джоном Рёскином он в 1854 году ездил в Венецию, а в 1856 году — в Швейцарию. Вместе с Седдоном Бойс в 1853 году рисовал в Динане во Франции и в 1861 и 1862 годах в Египте с Фрэнком Диллоном. Большая часть его работ с конца 1850-х годов была сосредоточена на английских пейзажах. Выставлял свои работы в Королевской академии с 1853 по 1861 год.
Дневник Бойса — ценный источник сведений о Россетти и братстве прерафаэлитов.
Старший брат художницы Джоанны Мэри Бойс (1831—1861).

## Работы художника
- В Бинзи возле Оксфорда
- Старый амбар в Whitchurch[5]